# Fibrosis
Fibrosis es el desarrollo en exceso de tejido conectivo fibroso en un órgano o tejido como consecuencia de un proceso reparativo o reactivo, en contraposición a la formación de tejido fibroso como constituyente normal de un órgano o tejido. La fibrosis se produce por un proceso inflamatorio crónico, lo que desencadena un aumento en la producción y deposición de matriz extracelular. Algunas enfermedades son:
- Fibrosis quística del páncreas y pulmones
- Fibrosis endomiocárdica
- Miocardiopatía idiopática
- Cirrosis, una fibrosis de hígado
- Fibrosis pulmonar idiopática del pulmón
- Fibrosis mediastínica
- Fibrosis masiva progresiva, una complicación de la neumoconiosis en trabajadores en minas de carbón
- Fibrosis proliferativa
- Tuberculosis (TB) puede causar fibrosis del pulmón
- Distrofia muscular de Duchenne
- Periodontitis crónica

- Datos: Q605709
- Multimedia: Fibrosis / Q605709